# Dendrochilum murrayi
Dendrochilum murrayi là một loài thực vật có hoa trong họ Lan. Loài này được R.S.Rogers & C.T.White mô tả khoa học đầu tiên năm 1920.